# Robert Curbeam
Robert Lee Curbeam Jr. (Baltimore, 5 de março de 1962) é um ex-astronauta  e aviador norte-americano, veterano de três missões ao espaço.
Formado em engenharia aeroespacial pela Academia Naval dos Estados Unidos em 1984, serviu como piloto no Mediterrâneo, no Caribe e no Oceano Índico a bordo do porta-aviões USS Forrestal. Nos anos 1980, como integrante do seu esquadrão de combate, fez o curso dos TOPGUNS da Marinha.
Após cursar a Escola de Piloto de Teste Naval dos Estados Unidos em 1991, serviu como oficial de projeto do sistema de mísseis ar-terra do caça F-14; em 1994 retornou à academia naval como instrutor do Departamento de Engenharia de Armas e Sistemas.
Curbeam entrou para a NASA em dezembro de 1994 e treinou durante um ano no Centro Espacial Lyndon B. Johnson em Houston ,Texas, onde após avaliação passou a integrar o corpo de astronautas da agência espacial. 
Seu primeiro vôo ao espaço ocorreu em 1997 como especialista de missão da STS-85 Discovery, quando passou doze dias no espaço. Ao retornar, assumiu as funções de CAPCOM, responsável pela transmissão de voz entre Houston e todas as tripulações de ônibus espaciais e de integrantes das expedições à Estação Espacial Internacional.
Em fevereiro de 2001 foi novamente à órbita terrestre com a nave Atlantis, na missão STS-98 que integrou o módulo científico Unity à estrutura da ISS; nos sete dias em que o ônibus espacial esteve acoplado à estação, ele passou um total de dezenove horas em atividades extraveiculares em três etapas diferentes no vácuo.
Sua terceira missão espacial foi em dezembro de 2006 quando integrou a tripulação da STS-116 Discovery, que instalou mais equipamentos e seções à estrutura da estação em construção. No total de suas três missões, Curbeam acumulou 901 horas no espaço, 45 horas em atividades extra-veiculares e é o astronauta que até hoje realizou mais caminhadas espaciais numa única missão, quatro, durante a expedição STS-116 da Discovery em 2006.
Em dezembro de 2007 ele anunciou seu desligamento da NASA para trabalhar no setor privado da indústria norte-americana.